# Gregori XVI
Gregori XVI (en llatí: Gregorius XVI) nascut Bartolomeo Alberto (Mauro) Capellari (Belluno, 18 de setembre de 1765 - Roma, 1 de juny de 1846), va ser el 254è Bisbe de Roma i Papa de l'Església Catòlica del 2 de febrer de 1831 fins a la mort; pertanyia a la Congregació camaldulense de l'Ordre de Sant Benet.

## Joventut
Bartolomeo Alberto Cappellari va néixer el 18 de setembre de 1765 a Mussoi, avui un barri de Belluno, a la casa de camp familiar. L'endemà va ser batejat a la parròquia eclesiàstica veïna de Bolzano Bellunese pel seu oncle, don Antonio Cappellari. Era el menor dels cinc fills de Giovanni Battista Cappellari i Julia Cessa, tots dos fills de notaris i membres de la noblesa de Belluno, que es va traslladar a Belluno, des de Pesariis.
Va començar els seus estudis amb Giovanni Carrera, un canonge de Belluno, i sembla que la seva vocació va néixer al voltant de l'edat de quinze anys, quan va veure la seva germana de Caterina ingressar en un convent de monges cistercenques. El 23 d'agost de 1783 Bartomeu entra a formar part de la congregació dels monjos camaldulencs de l'orde de Sant Benet del monestir de San Michele in Isola, prop de Murano. Va assumir el nom religiós de Mauro, i ràpidament es va distingir pels seus èxits teològics i lingüístics. A partir de 1790 va ser professor de filosofia i de ciències en el mateix monestir.
El seu primer contacte amb el públic es va produir el 1799 quan va publicar una obra en contra del jansenistes italià, titulat "El triomf de la Santa Seu i de l'Església contra els assalts dels innovadors esquinçats i les han rebutjat les cues de les seves armes", que, a més de ser publicat en diverses edicions a Italià, va ser traduïda a diversos idiomes europeus. En 1800 es va convertir en membre de l'Acadèmia de la Religió Catòlica, fundada pel Papa Pius VII, a la que va contribuir amb una sèrie de memòries sobre qüestions teològiques i filosòfiques, mentre que, el 1805, va ser nomenat abat de San Gregorio al Celio, després de rebutjar en dues ocasions el nomenament de bisbe.
Quan, després de l'ocupació napoleònica, Pius VII va ser portat de Roma en 1809, Cappellari es va retirar a San Michele di Murano, prop de Venècia, on havia estat monjo de jove. i el 1814, amb alguns membres de la seva ordre es va traslladar a Pàdua. Caigut Napoleó, poc després de la restauració del Papa va ser cridat a Roma, on va rebre el nomenament de vicari general del camaldulesos, conseller de l'Inquisició, prefecte de la Congregació de Propaganda Fide i l'examinador dels bisbes.
El 21 de març de 1825 va ser creat cardenal in pectore, per Lleó XII, sent reconegut l'any següent i, poc després, se li va confiar la important missió ajustar un concordat pel protegís els interessos dels catòlics de Bèlgica i dels protestants dels Països Baixos, on va treballar intensament i amb èxit.

## Pontificat

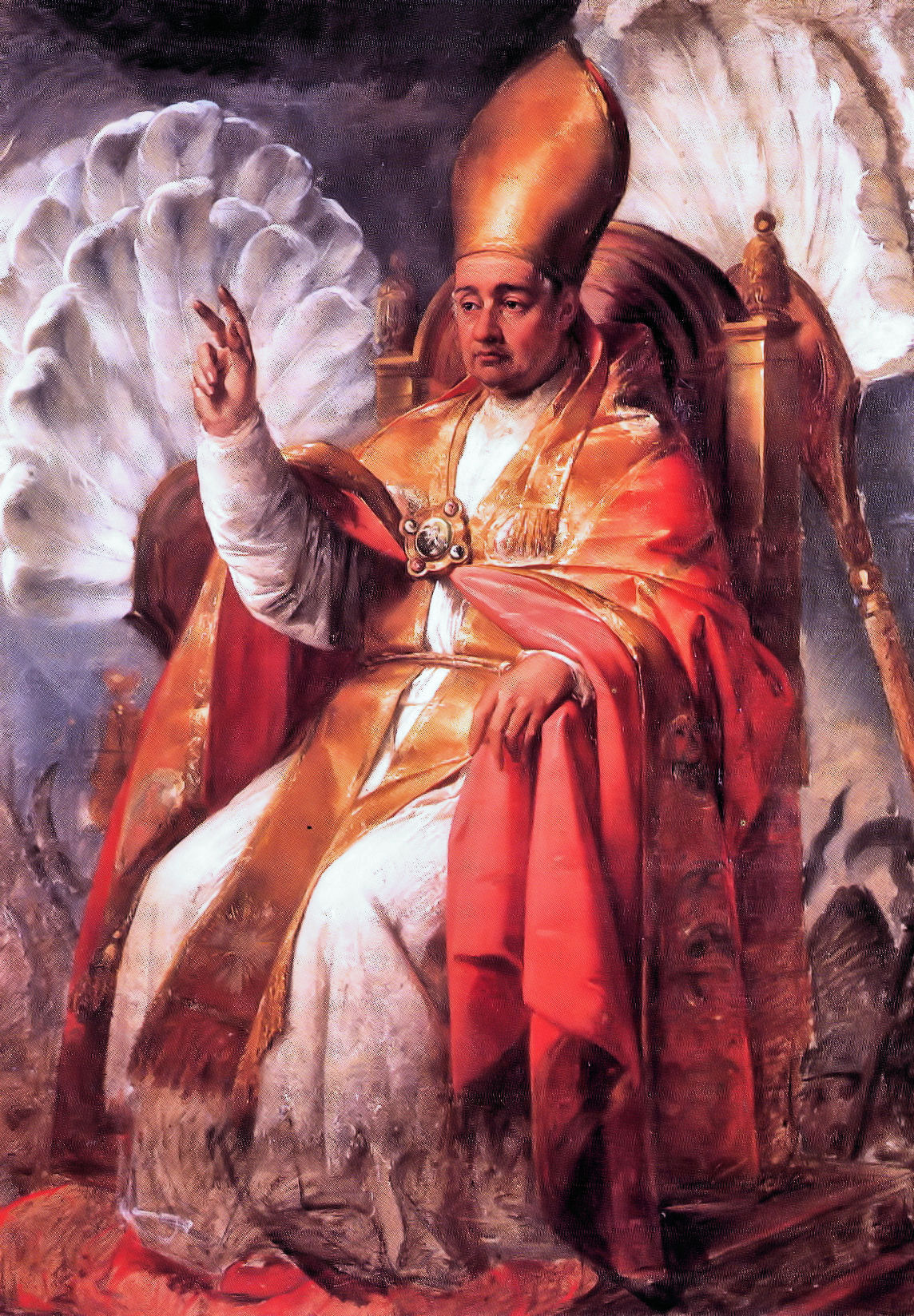
Gregori XVI, retrat de Francesco Podesti

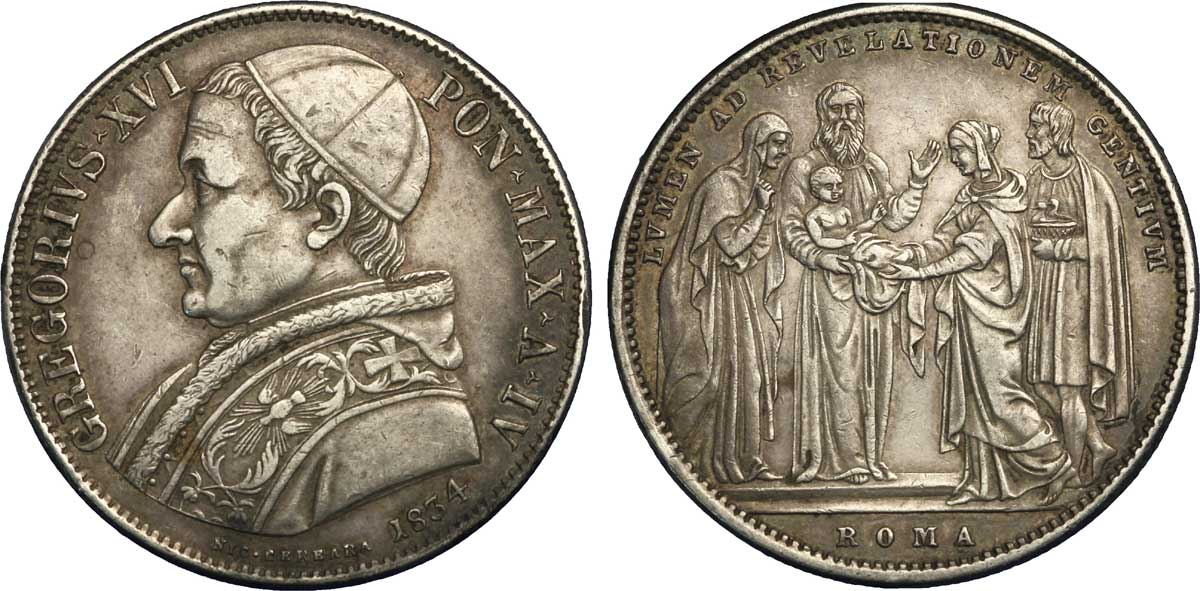
Gregori XVI, 1834

El 2 de febrer de 1831, després de cinquanta dies de conclave (i seixanta-quatre de seu vacant per la mort de Pius VIII), Cappellari va ser elegit inesperadament Papa. Com que era cardenal però no bisbe, va haver de ser ordenat ràpidament després de l'elecció. Va ser l'últim Papa escollit sense ordenació episcopal.
Aquell any també els Estats Pontificis va ser travessat pels disturbis que s'havien estès per tota la península. A Bolonya es va proclamar el naixement de les Províncies Unides Italianes. Els rebels van declarar la secessió de les legacions de Bolonya, Ferrara, Forlì i Ravenna. Per acabar amb les revolucions liberals, va llançar crides a civils i eclesiàstics demanant-los obediència a l'ordre establert, va crear lleis repressives, va retallar la llibertat d'expressió, va enrolar una milícia de voluntaris per lluitar contra els revolucionaris i no va dubtar a demanar ajuda a França i a l'imperi Austrohongarès per acabar amb ells.
Aquests gestos no van agradar gens als liberals, pels que va ser molt criticat.
En els anys següents el govern continuà realitzant promeses de reforma; la substitució de Tommaso Bernetti per Luigi Lambruschini en 1836 no va millorar les coses, en tant que com el nou cardenal secretari d'Estat, va fer un ampli ús de la utilització d'espies i presó.
A Gregori XVI se li va atribuir erròniament la frase «Chemin de fer, chemin d'enfer» ("El ferrocarril és el camí a l'infern"). No obstant això, el papa Cappellari no s'oposava als ferrocarrils, sinó que simplement no en va autoritzar la construcció. De fet, Gregori XVI va establir precisament el 1840 una comissió per estudiar la possible construcció de la via fèrria al Estats Pontificis, però els projectes que es presentaren resultaren desavantatjosos. L'estat, de fet, no tenia ni ferro ni carbó, materials que haurien de ser importats de l'estranger, ni estava equipat amb la tecnologia necessària. El comissió va concloure que els costos serien molt alts, especialment per a les magres finances romanes. Gregori XVI, però, va dir que segurament el seu successor hauria de posar-se mans a l'obra. Pius IX, anys més tard, va dotar als Estats Pontificis d'una de les primeres xarxes de ferrocarrils italians. La mala situació financera en la qual Gregori va deixar els Estats Pontificis eren en part a causa dels alts costos en obres d'arquitectura i enginyeria (va realitzar moltes obres públiques, com la reparació de la desembocadura del Tíber i el port de Civitavecchia), i el seu patrocini generosa de la cultura a les mans d'Angelo Mai, Giuseppe Mezzofanti, Gaetano Moroni i altres (va reconstruir l'església de San Paolo fuori la mura, destruïda en un incendi i va fundar els museus vaticans d'art etrusc i egipci. També va afavorir els estudis arqueològics de les catacumbes i el fòrum romà).
Els anys del seu pontificat van ser marcats pel ràpid desenvolupament i difusió de les idees ultramuntans, que finalment van ser formulades, sota la presidència del seu successor, Pius IX, del Concili Vaticà I. Sobre beatificacions i canonitzacions, es recorda que, el 7 d'abril de 1843, Gregori XVI va aprovar el culte de Camilla Battista da Varano.

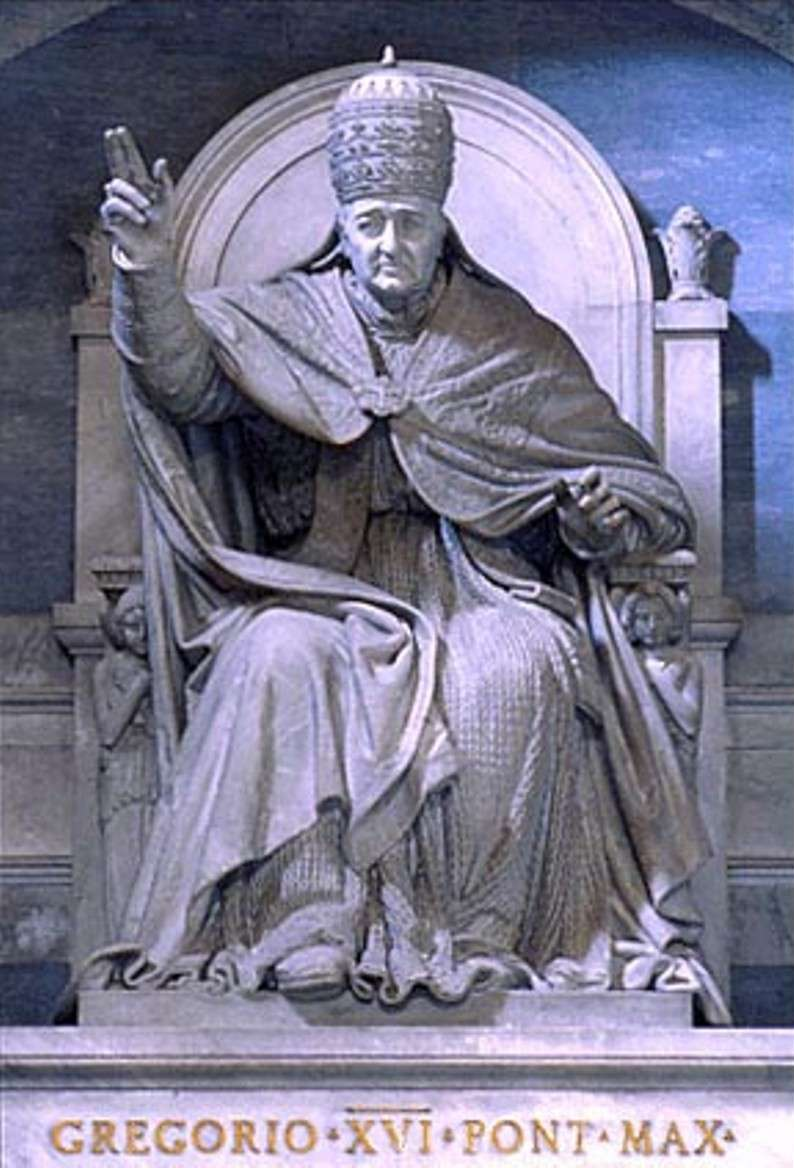
Detall del monument funerari tomba de Gregori XVI

Va abolir la llista pública de ciutadans que no havien respectat els preceptes pasquals, va millorar les condicions dels jueus del Gueto i va rebaixar la majoria d'edat de 25 a 21 anys.
Sota el seu pontificat es va veure enfrontat amb convicció el tema de l'esclavatge, que encara fortament present principalment a les Amèriques. El 3 de desembre de 1839, amb l'encíclica In Supremo Apostolatus Gregori XVI va condemnar l'esclavitud com un "crim", reiterant l'ensenyament dels seus predecessors.

## Mort i sepultura
El 20 de maig 1846 es va assabentar que la seva salut estava empitjorant. Pocs dies després de caure malalt amb taques a causa de l'erisipela que cobrien la cara. Encara que no es pensava que el primer atac fos greu, el 31 de maig les forces li van fallar i la seva fi semblava propera. Va morir l'1 de juny de 1846 després de diversos atacs d'erisipela. Dos ordenances que estaven al costat del seu llit quan va morir. Després del funeral va ser enterrat a la basílica de Sant Pere.

## Consistoris
El Papa Gregori XVI, durant el seu pontificat, creà 75 cardenals en el transcurs de 24 consistoris diferents.

## Encícliques
El Papa Gregori XVI va escriure 13 encícliques entre el 1831 i el 1846.
1. Quel Dio - 5 d'abril de 1831
2. Le armi valorose - 12 de juliol de 1831
3. Summo Iugiter Studio - 27 de maig de 1832, sobre els matrimonis mixtos
4. Cum primum - 9 de juny de 1832, sobre l'obediència a les autoritats civils
5. Mirari vos - 15 d'agost de 1832, sobre el liberalisme i l'indiferentisme religiós
6. Quo gravior - 4 d'octubre de 1833, sobre la Pragmàtica Constitució
7. Singulari nos - 25 de juny de 1834, sobre els erros de Lamennais
8. Commissum divinitus - 17 de maig de 1835, sobre l'Església i l'Estat
9. In supremo apostolatus fastigio, 3 de desembre de 1839, sobre el comerç d'esclaus
10. Probe nostis, 18 de setembre de 1840, sobre la propagació de la fe
11. Augustissimam beatissimi - 21 de desembre de 1840
12. Quas vestro, 30 d'abril de 1841, sobre els matrimonis mixtos
13. Inter ra – 1 d'abril de 1842
14. Inter praecipuas - 8 de maig de 1844, sobre les societats bíbliques

## Honors
Gran Mestre de l'orde Suprem del Crist
 Gran Mestre de l'orde de l'Esperó d'Or
 Gran Mestre de l'orde de Sant Gregori Magne

## Altres publicacions
- Gregorio XVI. Miscellanea commemorativa, Parte prima, Parte seconda, Roma 1948
- Dissertatio de administratione rerum publicarum
- Hispellum
- Ecclesiae alumni